# Großer-Tiger und Christian
Großer-Tiger und Christian ist ein Abenteuerroman des deutschen Künstlers und Schriftstellers Fritz Mühlenweg, der im Jahr 1950 mit Illustrationen von Raffaello Busoni beim Herder-Verlag veröffentlicht wurde. Ursprünglich wurde das Buch unter dem Titel In geheimer Mission durch die Wüste Gobi in zwei Bänden mit den Bezeichnungen Großer-Tiger und Kompaß-Berg sowie Null Uhr fünf in Urumtschi herausgegeben.

## Inhalt
Zwei zwölfjährige Buben, der eine ein Chinese namens Hu-Ta beziehungsweise Großer-Tiger, der andere Sohn eines deutschen Arztes und mit Namen Christian bzw. Kompaß-Berg, sind beste Freunde und wollen inmitten der Wirren des chinesischen Bürgerkriegs auf dem Platz vor dem Bahnhof in Peking einen Drachen steigen lassen. Weil jedoch nicht genug Wind weht, willigen sie in den Vorschlag eines Hauptmanns ein, ein Stück auf einem mit Soldaten und Kanonen beladenen Zug mitzufahren, um dabei den Fahrtwind auszunutzen. Widrige Umstände führen dazu, dass die Lokomotive nicht wie geplant stoppt und die beiden Burschen zu Kriegsgefangenen werden. Man führt sie dem General Wu-Pei-Fu vor, der den Buben wohlgesonnen ist und die beiden mit einer geheimen Botschaft ausstattet, die sie nach Urumtschi bringen sollen.
Gemeinsam mit dem Soldaten Glück und dem zwielichtigen Händler Grünmantel starten die beiden daraufhin in einem alten Lastwagen ihre Mission. Sie durchqueren dabei die mongolische Steppe, treffen auf Karawanenführer, Wüstenfürsten, Räuber und Nomaden und lernen die mongolische Gastfreundschaft kennen. Das Mädchen Siebenstern bringt den beiden Buben viele mongolische Begriffe bei, sodass sie sich immer besser mit den Einheimischen verständigen können und dabei mit deren Kultur Bekanntschaft machen. Obwohl es ihr nicht leichtfällt, schenkt Siebenstern den beiden Buben zum Abschied ihren Pudel, der einfach nur Hund heißt.
Mitten in der Wüste Gobi wird ihnen von Grünmantel der Laster gestohlen. Glück, Großer-Tiger, Christian und der Pudel setzen ihren Weg daraufhin auf Kamelen und Pferden fort, die ihnen von hilfsbereiten Wüstenbewohnern zur Verfügung gestellt werden. Ihre abenteuerliche Reise führt Großer-Tiger und Christian unter anderem in die sagenumwobene «Schwarze-Stadt», wo sie zu Schatzgräbern werden, und schließlich zur Festung «Gewaltiges-Wasser», wo sie ihren Lastwagen zurückbekommen, nachdem Grünmantel bei einer gewaltigen Explosion ums Leben gekommen ist.
Mit dem Lastwagen bewältigen sie das letzte Stück ihrer Reise und können in Urumtschi die Geheimbotschaft an ihren Empfänger, den Marschall Yang-Tsen-Hsin, übergeben. Nur dank ihrer Schläue, ihres Mutes und ihrer Ausdauer ist den beiden Jungen ihre nicht ungefährliche Mission gelungen, von der sie letztlich wohlbehalten und reichlich belohnt nach Peking zurückkehren.

## Hintergrund
Ende der 1920er und Anfang der 1930er begleitete Fritz Mühlenweg als Mitarbeiter diverse Forscher wie beispielsweise Sven Hedin in mehreren Expeditionen in die Mongolei. Aus seinen Tagebuchaufzeichnungen entstand später der Roman In geheimer Mission durch die Wüste Gobi, in dem er seine Begegnungen mit der mongolischen Kultur verarbeitete. Laut einem Vorwort von Regina Mühlenwald, Tochter des Autors, wollte ihr Vater ursprünglich nur eine kurze Geschichte schreiben. Doch bei der Durchsicht seiner Tagebücher sah dieser die Lagerplätze seiner früheren Expeditionen so lebhaft vor sich, dass das Buch länger und länger wurde und zum Schluss ein dickes Buch daraus wurde, in dem ihr Vater alles einfließen ließ, was er über die Mongolei und ihre Bewohner wusste.

## Rezeption
Christa Stegemann schreibt in ihrer Rezension: „Das Buch gehört heute zu den modernen Klassikern der Jugendliteratur und besitzt eine eigene Fan-Gemeinde. […] Mühlenweg beschreibt voller Respekt den fremden, faszinierenden Lebensstil und seine Erfahrungen des Zusammentreffens zweier sehr unterschiedlicher Kulturen.“

## Auszeichnungen
Für In geheimer Mission durch die Wüste Gobi erhielt Mühlenweg 1954 den Friedrich-Gerstäcker-Preis.

## Referenzen
Großer-Tiger und Christian ist in dem literarischen Nachschlagewerk 1001 Kinder- und Jugendbücher – Lies uns, bevor Du erwachsen bist! für die Altersstufe 12+ Jahre enthalten.

## Ausgaben
- In geheimer Missione durch die Wüste Gobi. Herder, 1950.
- Big Tiger and Christian. Pantheon, New York 1952 (englisch).
- Großer-Tiger und Christian. Deutscher Taschenbuch Verlag, München.

## Adaptionen
Der Roman wurde 2008 als dreiteiliges Hörbuch in einer Bearbeitung und unter der Regie von Eberhard Klasse beim Hörbuchverlag Der Hörverlag veröffentlicht.